# فيكتور غالو
فيكتور غالو هو لاعب كرة قدم كندي، ولد في 8 ديسمبر 1991 في تورونتو في كندا. لعب مع North York Astros ‏.